# 433年
| 千纪： | 1千纪                                                                                            |
| 世纪： | 4世纪 \| 5世纪 \| 6世纪                                                                          |
| 年代： | 400年代 \| 410年代 \| 420年代 \| 430年代 \| 440年代 \| 450年代 \| 460年代                        |
| 年份： | 428年 \| 429年 \| 430年 \| 431年 \| 432年 \| 433年 \| 434年 \| 435年 \| 436年 \| 437年 \| 438年  |
| 纪年： | 癸酉年（鸡年）；北魏延和二年；北凉義和三年，承和元年；北燕太兴三年；南朝宋元嘉十年；赵广泰始二年 |

## 大事记
- 十六国时期北涼第二任君主沮渠蒙遜去世，因继承人沮渠菩提尚幼，眾臣在蒙遜病重時就推較年長的沮渠牧犍為世子，加中外都督、大將軍、錄尚書事。

## 逝世
- 沮渠蒙逊（368年出生，65岁）
- 謝靈運—南朝文學家（385年出生，48岁）。